# Fany Gauto
Fany Mabel Gauto Caballero (San José del Rosario, Paraguay; 19 de agosto de 1992) es una futbolista paraguaya. Juega como mediocampista en el Atlético Mineiro del Campeonato Brasileño de Fútbol Femenino de Brasil. Es internacional con la selección de Paraguay.

## Selección de Paraguay
Gauto jugó el Campeonato Sudamericano Femenino Sub-20 de 2012 con la sub-20 de Paraguay. Con la selección mayor, disputó la Copa América Femenina 2014.

## Estadísticas

### Clubes
| Club                   | País     | Año         |
| ---------------------- | -------- | ----------- |
| Club Olimpia           | Paraguay | 2008 - 2012 |
| UAA                    | Paraguay | 2012        |
| Sportivo Luqueño       | Paraguay | 2013 - 2015 |
| Kiryat Gat (préstamo)  | Israel   | 2014 - 2015 |
| Maccabi Holon          | Israel   | 2015 - 2016 |
| Cúcuta Deportivo       | Colombia | 2017        |
| Sportivo Limpeño       | Paraguay | 2017        |
| Cúcuta Deportivo       | Colombia | 2018        |
| Atlético Huila         | Colombia | 2018 - 2019 |
| Independiente Santa Fe | Colombia | 2020 - 2021 |
| Ferroviária            | Brasil   | 2022        |
| SC Internacional       | Brasil   | 2023 - 2024 |
| Atlético Mineiro       | Brasil   | 2024        |

## Palmarés

### Títulos nacionales
| Título                    | Club                   | País     | Año  |
| ------------------------- | ---------------------- | -------- | ---- |
| Liga Profesional Femenina | Independiente Santa Fe | Colombia | 2020 |